# Sites historiques du Prince Shōtoku
Les sites historiques du prince Shōtoku (聖徳太子御遺跡霊場) (Shōtoku taishi goiseki reijō) sont un groupe de 28 temples bouddhistes au Japon liés à la vie du prince Shōtoku.   

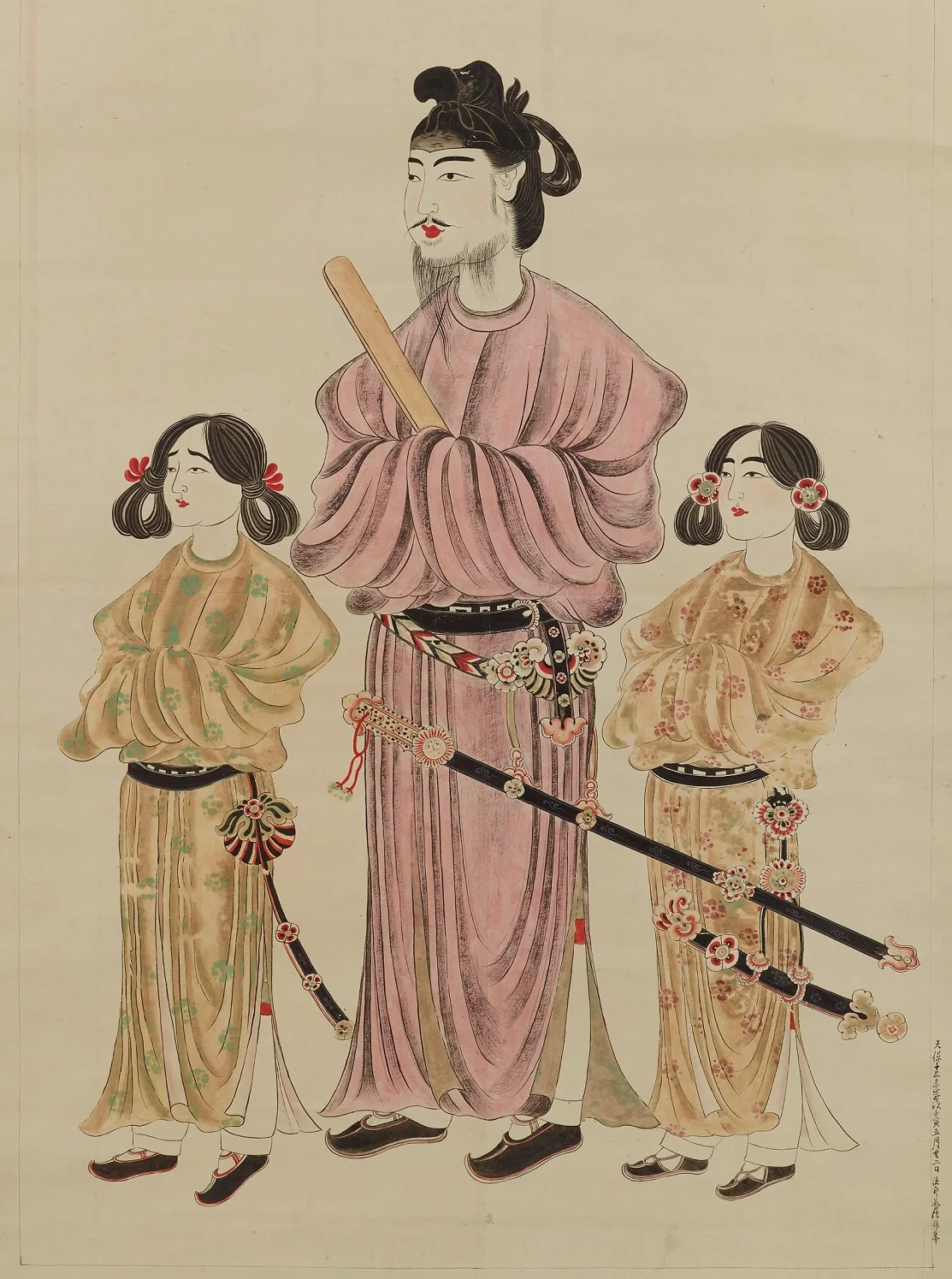
Prince Shōtokuet deux autres princes ; peinture de Kano Osanobu, 1842 (copie d'une peinture du 8).

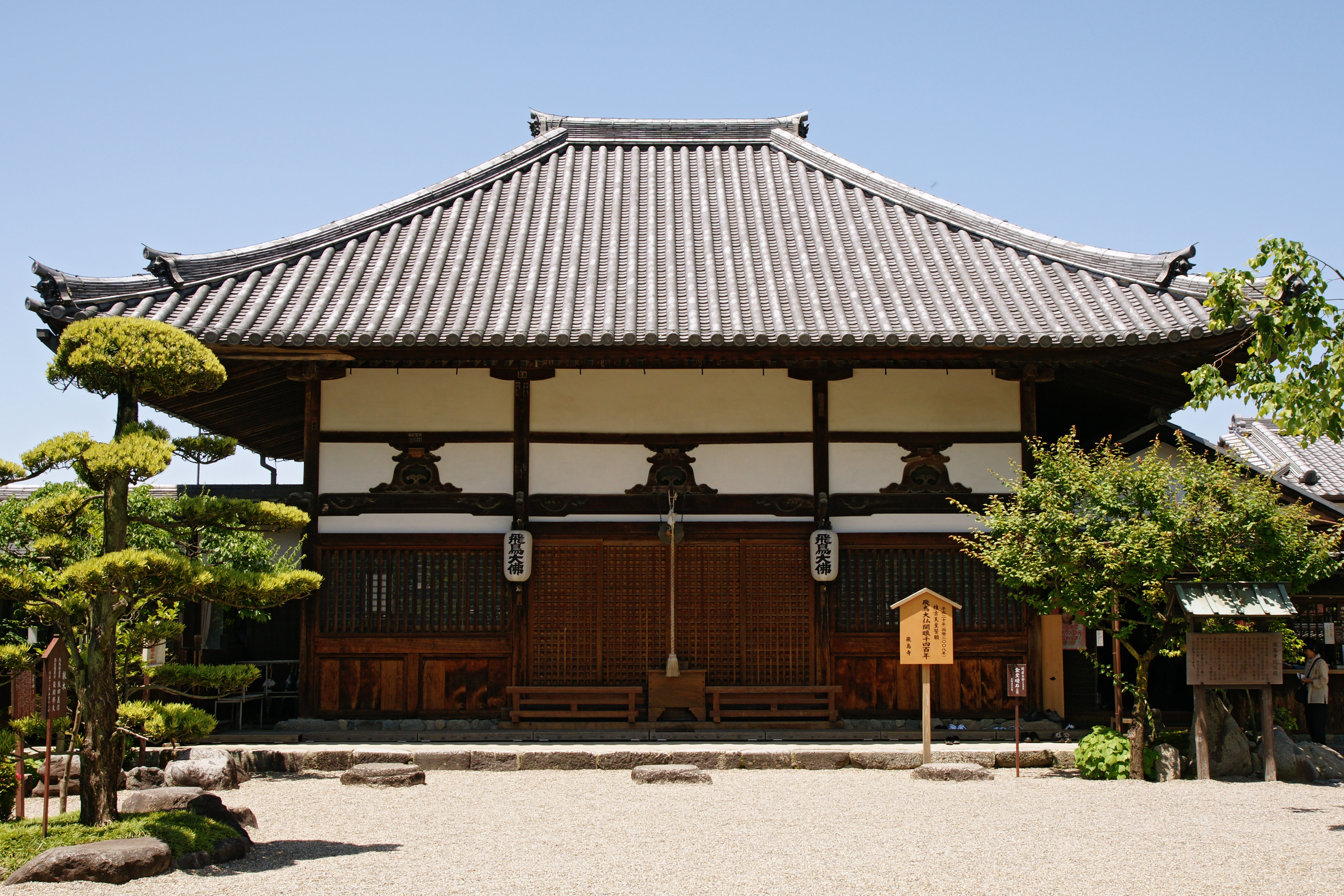
Bâtiment principal du temple Asuka-dera, Asuka, Nara

## Liste
| Numéro | Désignation        | Temple          | Emplacement                        |
| ------ | ------------------ | --------------- | ---------------------------------- |
| 1.     | 太子髻中四天王     | Shitennō-ji     | Tennōji-ku, Osaka                  |
| 2      | 下之太子           | Taiseishōgun-ji | Yao, Préfecture d'Osaka            |
| 3      | 木槵樹八尾市太子堂 | Dōmyō-ji        | Fujiidera, Préfecture d'Osaka      |
| 4      | 河内史帰仏之寺     | Sairin-ji       | Habikino, Préfecture d'Osaka       |
| 5      | 中之太子           | Yachū-ji        | Habikino, Préfecture d'Osaka       |
| 6      | 上之太子           | Eifuku-ji       | Minamikawachi, Préfecture d'Osaka  |
| 7.     | 南海夜光之霊木     | Seson-ji        | Yoshino, Préfecture de Nara        |
| 8      | 太子誕生所橘之宮   | Tachibana-dera  | Asuka, préfecture de Nara          |
| 9      | 太子建立第六院     | Jōrin-ji        | Asuka, préfecture de Nara          |
| 10     | 鞍作止利創建寺     | Kongō-ji        | Asuka, préfecture de Nara          |
| 11     | 止利仏師釈迦       | Asuka-dera      | Asuka, préfecture de Nara          |
| 12     | 仏法根源精舎       | Kōgen-ji        | Asuka, préfecture de Nara          |
| 13     | 太子造寺九 之一    | Nikkō-ji        | Kashihara, Nara                    |
| 14     | 尺寸王身仏像       | Hōryū-ji        | Ikaruga, préfecture de Nara        |
| 15     | 太子往生天寿国     | Chūgū-ji        | Ikaruga, préfecture de Nara        |
| 16     | 山背王誕生水       | Hōrin-ji        | Ikaruga, préfecture de Nara        |
| 17     | 法華経講岡本宮     | Hokki-ji        | Ikaruga, préfecture de Nara        |
| 18     | 田村皇子問太子之病 | Jofuku-ji       | Ikaruga, préfecture de Nara        |
| 19     | 飢人相見伝説地     | Daruma-ji       | Kitakatsuragi, préfecture de Nara  |
| 20     | 四天王随一毘沙門天 | Chōgosonshi-ji  | Heguri, préfecture de Nara         |
| 21     | 施鹿園             | Heiryū-ji       | Sangō, Préfecture de Nara          |
| 22     | 太子熊凝道場       | Kakuan-ji       | Yamatokōriyama, préfecture de Nara |
| 23     | 太子遺願大寺       | Daian-ji        | Nara, préfecture de Nara           |
| 24     | 太子楓野行宮       | Kōryū-ji        | Ukyō-ku, préfecture de Kyoto       |
| 25     | 太子守本尊         | Rokkaku-dō      | Nakagyō-ku, préfecture de Kyoto    |
| 26     | 太子馬蹄石         | Nakayama-dera   | Takarazuka, prefecture de Hyōgo    |
| 27     | 刀田之太子         | Kakurin-ji      | Kakogawa, préfecture de Hyōgo      |
| 28     | 鵤之太子           | Ikaruga-dera    | Taishi, préfecture de Hyōgo        |